# Hurrikan Madeline (1998)
Hurrikan Madeline war der letzte tropische Wirbelsturm der Pazifischen Hurrikansaison 1998. Madeline entstand aus einer tropischen Welle, die sich am 25. September 1998 von der Küste Afrikas löste und den Atlantik sowie Zentralamerika überquerte. Nachdem das System im pazifischen Becken angelangt war, verstärkte es sich stetig. Madeline wurde am 16. Oktober als tropisches Tiefdruckgebiet klassifiziert und nach einigen Stunden zum tropischen Sturm sowie am 17. Oktober zum Hurrikan hochgestuft. Der Sturm erreichte seinen Höhepunkt mit Windgeschwindigkeiten von 140 km/h südwestlich von San Blas und begann achtzehn Stunden später mit seiner Abschwächung. Obwohl Madeline das Festland selbst nicht erreichte, strichen zahlreiche Regenbänder des Hurrikans über die mexikanische Küste, ohne jedoch bekanntgewordene Schäden zu verursachen. Das Resttief wanderte nordwärts und trug mit seiner Feuchtigkeit zu schweren Überflutungen im Zentrum von Texas bei, bei denen 31 Personen getötet wurden und ein Sachschaden von 750 Millionen US-Dollar entstand.

## Sturmverlauf

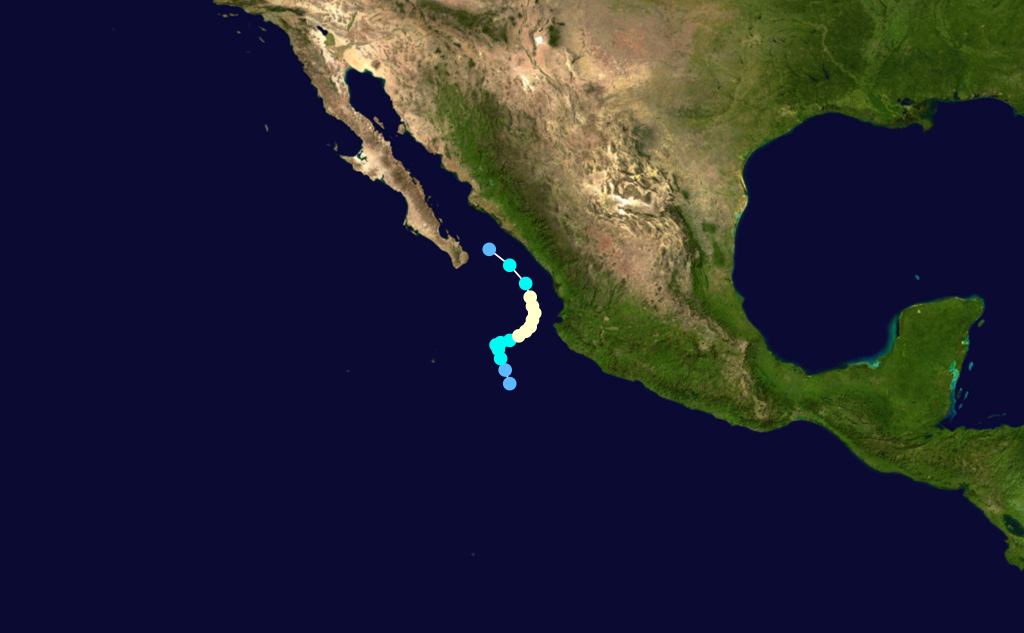
Zugbahn von Madeline

Am 25. September 1998 löste sich eine tropische Welle von der Küste Afrikas und erzeugte nicht zusammenhängende Zellen konvektiver Aktivität. Die Welle überquerte den Atlantischen Ozean und das Karibische Meer, bevor sie am 5. oder 6. Oktober über Zentralamerika hinwegzog. Am 9. Oktober nahm die Konvektion zu und Dvorak-Auswertungen wurden aufgenommen. Die Satellitenbilder ergaben, dass das System sich am 11. Oktober auflöste, obwohl ein Wolkengebiet vor der Küste Mexikos beständig war. Vier Tage später konnte sich das System regenerieren und wurde um 0:00 Uhr UTC des 16. Oktobers etwa 370 km westsüdwestlich von Manzanillo, Mexiko als tropisches Tiefdruckgebiet klassifiziert. Aufgrund der schlechten Ausbildung des Systems war es anfänglich schwierig, die Zugrichtung zu bestimmen, einige Stunden später gab das National Hurricane Center jedoch bekannt, dass das System in nordnordwestlicher Richtung zog. Aufgrund der inzwischen günstigeren Bedingungen konzentrierte sich die Konvektion im Zentrum des Tiefes besser, und zwölf Stunden nach seiner Entstehung intensivierte sich das System zum Tropischen Sturm Madeline, etwa 275 km südwestlich von Cabo Corrientes.
Obwohl sich der obere Wolkenrand leicht erwärmte, nahm die Stärke des Sturmes im Laufe des Nachmittags zu. Die Gewittertätigkeit war etwas beschränkt, da Madeline zu diesem Zeitpunkt fast stationär war. Ein sich annähernder Trog drängte Madeline nach Nordosten. Die Struktur des Wirbelsturmes verbesserte sich über die nächsten Stunden kontinuierlich, und am Abend des 17. Oktobers erreichte Madeline Hurrikanstärke. Zwar beschränkte sich den Satellitenbildern zufolge die konvektive Aktivität auf die westliche Hälfte des Sturmes, trotzdem begann Madeline mit der Bildung eines Auges. Früh am 18. Oktober wurde bei einem Aufklärungsflug in das Zentrum des Sturmes ein Minimalluftdruck von 985 mbar festgestellt. Zu diesem Zeitpunkt triftete der Sturm etwa 7,5 km stündlich nach Nordosten, am westlichen Rand eines ausgedehnten Ost-West-Hochdruckrückens entlang. Das sichtbare Auge füllte sich kurz darauf mit Wolken und in der Nähe des Sturmzentrums wurde ein leichter Anstieg der Temperatur festgestellt. Weil die Ausströmung günstige Bedingungen schuf, sahen sich die Meteorologen zur Prognose einer leichten Intensivierung veranlasst.
Kurz darauf erreichte Madeline mit Windspitzen um 140 km/h etwa 150 km südwestlich of San Blas seine größte Stärke. Der Hurrikan behielt während der nächsten achtzehn Stunden seine Spitzenstärke bei und schlug in dieser Zeit eine Kurve nach Nordwesten ein. Durch das Vorhandensein einer südlichen Windscherung bestand am 19. Oktober nur ein kleines Gebiet mit starker Gewittertätigkeit, und das System begann, auf den Satellitenbildern schlecht auszusehen. Im Tagesverlauf schwächte sich der Hurrikan zum tropischen Sturm ab. Um 14:00 Uhr UTC hatte der Sturm wegen starker Windscherung seine Konvektion vollständig eingebüßt. Am 19. Oktober um 17:00 Uhr UTC wurde der Sturm zum tropischen Tiefdruckgebiet abgestuft, das nur noch aus einem Wirbel niedrigliegender Wolken auf dem halben Weg zwischen der Südspitze Niederkaliforniens und dem mexikanischen Festland bestand. Am 20. Oktober gegen 6:00 Uhr UTC hatte sich Madeline vollständig aufgelöst.

## Vorbereitungen und Auswirkungen

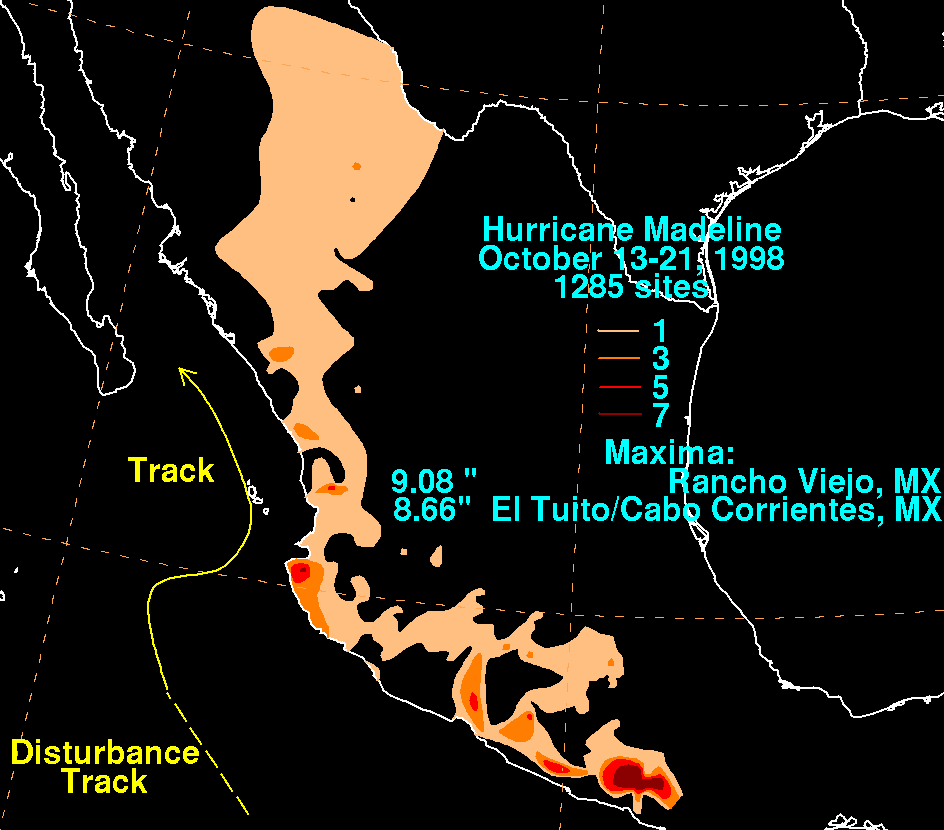
Niederschlagsmengen in Mexiko (Schätzungen des Meteorological Prediction Center)

In Erwartung von Madeline gab die Regierung von Mexiko Sturmwarnungen für die Halbinsel Niederkalifornien südlich von La Paz und eine Hurrikanwarnung für die Küste zwischen San Patricio und El Dorado aus, einschließlich der Islas Marías. Ursprünglich wurde angenommen, dass der Sturm in der Nähe von Mazatlán über Land gelangt, was die Behörden veranlasste, den Hafen der Stadt zu schließen. Staatspräsident Ernesto Zedillo forderte die betroffenen Bewohner auf, in ihren Häusern zu bleiben oder Notunterkünfte aufzusuchen. Die mexikanischen Behörden stationierten in abgelegenen Regionen an der Küste zweitausend Soldaten zur Katastrophenhilfe. Einige tausend Einwohner und Touristen in Puerto Vallarta und Mazatlan wurden aufgefordert, sich zur Evakuierung bereitzuhalten.
Obwohl Madeline die Küste nicht kreuzte, hatten zahlreiche Regenbänder Auswirkungen auf die mexikanischen Küstenregionen und lud bis 250 mm Regen ab. In Mexiko wurden jedoch keine Schäden oder Opfer gemeldet. Nachdem sich der Sturm aufgelöst hatte, überquerte das Resttief das Bergland und die Feuchtigkeit des Systems trug zu schweren Überschwemmungen in Texas bei. In Texas fielen örtlich bis zu 560 mm Regen, in den resultierenden Sturzfluten und Überschwemmungen verloren 31 Personen ihr Leben, und der Sachschaden summierte sich auf 750 Millionen US-Dollar (1998).